# ایران در المپیک زمستانی ۲۰۱۰

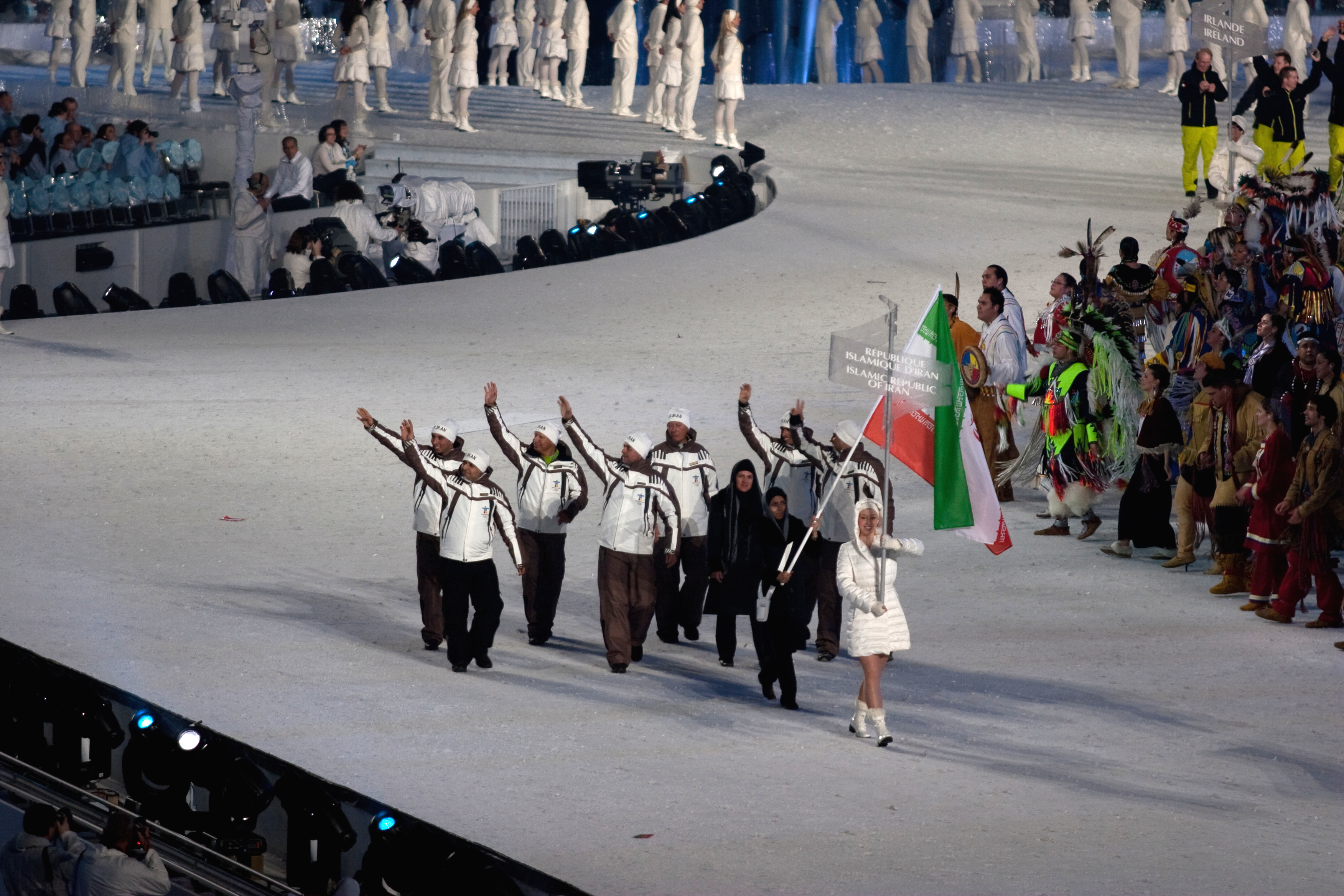
ورود تیم ایران در آیین گشایش بازی‌ها

ایران در بازی‌های المپیک زمستانی ۲۰۱۰ با چهار ورزشکار در دو رشته ورزشی شرکت کرد. در این دوره نیز کاروان ایران همانند دوره‌های پیشین موفق به کسب نشانی نشد. مرجان کلهر نخستین زن از ایران است که در المپیک زمستانی شرکت کرده‌است.

## آیین افتتاحیه
مرجان کلهر پرچمدار کاروان ورزشی ایران در المپیک زمستانی ۲۰۱۰ بود. با این حال نوع پوشش خانم کانادایی حمل‌کننده تابلو ایران مشکلات زیادی را برای پوشش مراسم رژه و حمل پرچم مرجان کلهر در رسانه‌های ایران ایجاد کرد. به‌طوری‌که برخی رسانه‌ها از انتشار هرگونه تصویری از کلهر در این مراسم خودداری کردند. برخی دیگر تصاویر بریده و نیمه‌تمامی از مراسم رژه را منتشر کردند و بسیاری از سایت‌ها نیز از تصویری فتوشاپی استفاده کردند که نوع پوشش خانم حمل‌کننده پرچم را به رنگ بنفش درآورده بود.

## رشته‌ها و تعداد شرکت کنندگان
| رشته ورزشی     | مردان | زنان | مجموع |
| -------------- | ----- | ---- | ----- |
| اسکی آلپاین    | ۲     | ۱    | ۳     |
| اسکی صحرانوردی | ۱     |      | ۱     |
| مجموع          | ۳     | ۱    | ۴     |

## نتایج با رویداد

### اسکی

#### آلپاین
مردان
| ورزشکار         | رویداد      | دور ۱   | دور ۲   | مجموع   | رتبه‌بندی |
| --------------- | ----------- | ------- | ------- | ------- | -------- |
| حسین ساوه‌شمشکی  | مارپیچ کوچک | ۵۷٫۵۹   | ۵۸٫۸۰   | ۱:۵۶٫۳۹ | ۴۱       |
| حسین ساوه‌شمشکی  | مارپیچ بزرگ | ۱:۳۱٫۳۱ | ۱:۳۴٫۵۶ | ۳:۰۵٫۸۷ | ۷۰       |
| پوریا ساوه‌شمشکی | مارپیچ کوچک | DNF     | —       | —       | —        |
| پوریا ساوه‌شمشکی | مارپیچ بزرگ | ۱:۲۶٫۴۴ | ۱:۳۱٫۲۶ | ۲:۵۲٫۷۰ | ۶۰       |

زنان
| ورزشکار    | رویداد      | دور ۱   | دور ۲   | مجموع   | رتبه‌بندی |
| ---------- | ----------- | ------- | ------- | ------- | -------- |
| مرجان کلهر | مارپیچ کوچک | ۱:۰۸٫۶۵ | ۱:۰۹٫۹۵ | ۲:۱۸٫۶۰ | ۵۵       |
| مرجان کلهر | مارپیچ بزرگ | ۱:۳۶٫۸۷ | ۱:۲۸٫۵۲ | ۳:۰۵٫۳۹ | ۶۰       |

#### صحرانوردی
مردان
| ورزشکار  | رویداد          | زمان     | رتبه‌بندی |
| -------- | --------------- | -------- | -------- |
| ستار صید | ۱۵ کیلومتر آزاد | ۴۲:۴۱٫۰۱ | ۸۹       |